# Soling i segling vid olympiska sommarspelen 1980
Soling i segling vid Moskva-OS 1980 avgjordes 21–29 juli 1980 i Tallinn.

### Daglig ställning

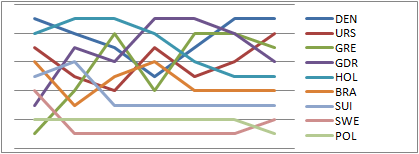
En graf som visar de dagliga ställningarna i soling vid olympiska sommarspelen 1980.

## Medaljörer
| Event  | Guld                                                             | Silver                                                           | Brons                                                             |
| Soling | Danmark Poul Richard Høj Jensen Erik Hansen Valdemar Bandolowski | Sovjetunionen Aleksandr Budnikov Boris Budnikov Nikolai Poljakov | Grekland Tasos Bountouris Anastasios Gavrilis Aristidis Rapanakis |

## Resultat
| Plac. | Styrman (Land)                  | Besättning                              | Lopp I | Lopp I | Lopp II | Lopp II | Lopp III | Lopp III | Lopp IV | Lopp IV | Lopp V | Lopp V | Lopp VI | Lopp VI | Lopp VII | Lopp VII | Totalt- poäng | Totalt -1 |
| Plac. | Styrman (Land)                  | Besättning                              | Plac.  | Poäng  | Plac.   | Poäng   | Plac.    | Poäng    | Plac.   | Poäng   | Plac.  | Poäng  | Plac.   | Poäng   | Plac.    | Poäng    | Totalt- poäng | Totalt -1 |
| ----- | ------------------------------- | --------------------------------------- | ------ | ------ | ------- | ------- | -------- | -------- | ------- | ------- | ------ | ------ | ------- | ------- | -------- | -------- | ------------- | --------- |
| 1     | Poul Richard Høj Jensen (DEN)   | Valdemar Bandolowski Erik Hansen        | 1      | 0,0    | 5       | 10,0    | 6        | 11,7     | 5       | 10,0    | 2      | 3,0    | 1       | 0,0     | 1        | 0,0      | 34,7          | 23,0      |
| 2     | Boris Budnikov (URS)            | Aleksandr Budnikov Nikolai Poliakov     | 3      | 5,7    | 8       | 14,0    | 3        | 5,7      | 2       | 3,0     | 5      | 10,0   | 2       | 3,0     | 2        | 3,0      | 44,4          | 30,4      |
| 3     | Anastasios Bountouris (GRE)     | Anastasios Gavrilis Aristidis Rapanakis | 9      | 15,0   | 3       | 5,7     | 1        | 0,0      | 6       | 11,7    | 1      | 0,0    | 4       | 8,0     | 3        | 5,7      | 46,1          | 31,1      |
| 4     | Dieter Below (GDR)              | Bernd Klenke Michael Zachries           | 7      | 13,0   | 1       | 0,0     | 5        | 10,0     | 1       | 0,0     | 3      | 5,7    | 6       | 11,7    | 5        | 10,0     | 50,4          | 37,4      |
| 5     | Geert Bakker (NED)              | Steven Bakker Dick Coster               | 2      | 3,0    | 2       | 3,0     | 7        | 13,0     | 4       | 8,0     | 4      | 8,0    | 5       | 10,0    | 7        | 13,0     | 58,0          | 45,0      |
| 6     | Vicente D'Avila M, Brun (BRA)   | Gastao D'Melo Brun Roberto Luiz Souza   | 4      | 8,0    | 7       | 13,0    | 2        | 3,0      | 3       | 5,7     | 7      | 13,0   | 3       | 5,7     | 6        | 11,7     | 60,1          | 47,1      |
| 7     | Jean-François Corminboeuf (SUI) | Roger-Claude Guignard Robert Perret     | 5      | 10,0   | 4       | 8,0     | 8        | 14,0     | 9       | 15,0    | 6      | 11,7   | 7       | 13,0    | 9        | 15,0     | 86,7          | 71,7      |
| 8     | Jan Andersson (SWE)             | Göran Andersson Bertil Larsson          | 6      | 11,7   | 9       | 15,0    | 9        | 15,0     | 7       | 13,0    | 8      | 14,0   | 8       | 14,0    | 4        | 8,0      | 90,7          | 75,7      |
| 9     | Jan Bartosik (POL)              | Jerzy Wujecki Zdzislaw Kotla            | 8      | 14,0   | 6       | 11,7    | 4        | 8,0      | 8       | 14,0    | 9      | 15,0   | 9       | 15,0    | 8        | 14,0     | 91,7          | 76,7      |